# Gouyne (affluent du Barailler)
Pour l’article homonyme, voir Gouyne.
La Gouyne est un ruisseau français, affluent du Barailler et sous-affluent de la Dordogne, qui coule dans le département de la Dordogne.
Il ne faut pas la confondre avec son homonyme, affluent de la Dordogne, distante d'à peine dix kilomètres plus à l'est, et qui arrose Prigonrieux.

## Géographie
La Gouyne est le nom attribué à deux ruisseaux dont les sources, en forêt du Landais, sont distantes de trois kilomètres et demi. La branche principale naît à 107 mètres d'altitude dans l'est de la commune de Monfaucon, à l'est du lieu-dit la Cabane, et se dirige vers le sud-est. La source secondaire jaillit à 97 mètres d'altitude, dans le sud-est de la commune de Fraisse, au sud du lieu-dit le Loubat, le ruisseau prenant alors la direction du sud-ouest. Les deux ruisseaux convergent à 40 mètres d'altitude au lieu-dit Gourgue des Trois Terres, en limite des deux communes précitées et de Saint-Pierre-d'Eyraud. Le cours d'eau qui en résulte  prend alors la direction du sud.
À deux kilomètres de son terme, au sortir de la forêt du Landais, la Gouyne se scinde en deux, le bras occidental prenant alors le nom de Vieille Gouyne. Les deux bras se jettent séparément dans le Barailler, en rive droite. Le bras principal conflue à 13 mètres d'altitude, à l'ouest du lieu-dit Coutou, sur la commune de Saint-Pierre-d'Eyraud et la Vieille Gouyne rejoint le Barailler 200 mètres plus en aval, en limite de Saint-Pierre-d'Eyraud et du Fleix.
La longueur de la branche principale est de 9,4 km. En dehors des premiers 150 mètres et des deux derniers kilomètres de son cours, elle sert de limite naturelle aux communes qu'elle arrose.

### Affluents
Son principal affluent, le ruisseau du Cluzeau, se trouve en rive droite et a lui-même un affluent, le ruisseau du Bigounin. De ce fait, le  rang de Strahler de la Gouyne est égal à trois.